# 沃達斯特拉鄉
43°52′N 24°22′E / 43.867°N 24.367°E
沃達斯特拉鄉（羅馬尼亞語：Comuna Vădastra, Olt），是羅馬尼亞的鄉份，位於該國南部，由奧爾特縣負責管轄，面積18平方公里，海拔高度66米，2007年人口1,641，人口密度每平方公里91人。